# Kundun (film)

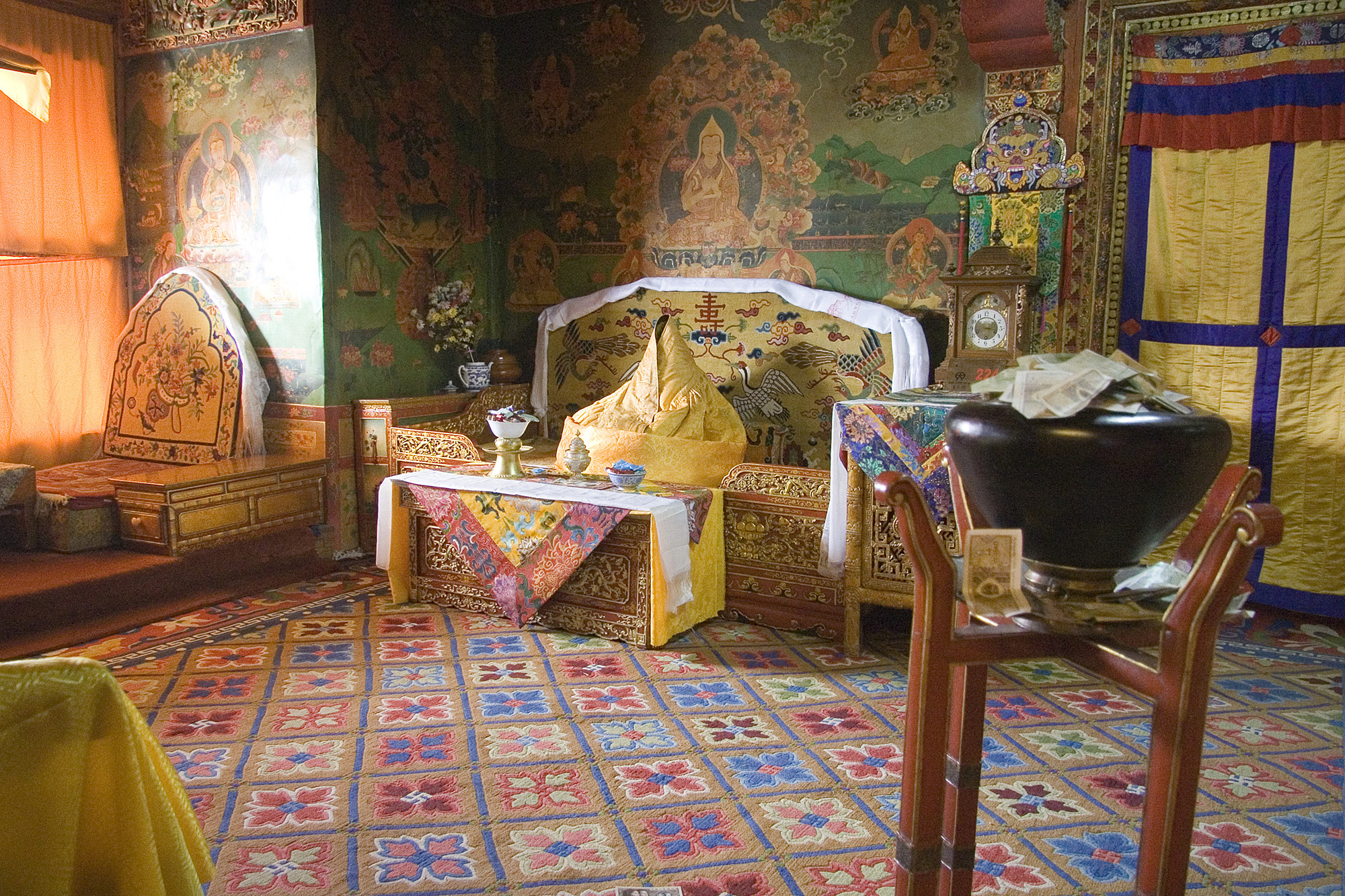
Het vertrek in het Potala-paleis van de dalai lama

Kundun is een Amerikaanse film uit 1997 die het levensverhaal vertelt van de veertiende dalai lama van Tibet.
De film is grotendeels gebaseerd op diens autobiografie. Martin Scorsese heeft de ontwikkelingen op dramatische wijze weergegeven. Na het verschijnen van de film heeft de Chinese overheid laten weten dat Scorsese nooit meer naar China mag komen. Dit komt ongetwijfeld door het kritische karakter van de film en de krachtige wijze waarop de gebeurtenissen zijn weergegeven.

## Verhaal
Kundun begint bij de ontdekking dat een klein jongetje de reïncarnatie van de dalai lama is. Hij wordt op vierjarige leeftijd naar de Tibetaanse hoofdstad Lhasa gebracht, alwaar zijn opleiding begint.
Als in 1951 de Chinezen Tibet binnenvallen, betekent dit ook voor de jonge dalai lama grote problemen. Tot dan toen werd het land in zijn plaats geregeerd door een regent, totdat hijzelf oud genoeg zou zijn om de troon te bestijgen. Door alle militaire ontwikkelingen wordt de dalai lama vroegtijdig (op zijn zeventiende) gekroond. Uiteindelijk vlucht de jonge koning op dramatische wijze naar India, waar hij een regering in ballingschap vormt.

## Rolverdeling
| Acteur                     | Personage                                        |
| -------------------------- | ------------------------------------------------ |
| Tenzin Thuthob Tsarong     | dalai lama (volwassen)                           |
| Gyurme Tethong             | dalai lama (12 jaar)                             |
| Tulku Jamyang Kunga Tenzin | dalai lama (5 jaar)                              |
| Tenzin Yeshi Paichang      | dalai lama (2 jaar)                              |
| Tencho Gyalpo              | moeder (Dekyi Sönam Tsering)                     |
| Tenzin Topjar              | Lobsang (5-10)                                   |
| Tsewang Migyur Khangsar    | vader (Chökyong Tsering)                         |
| Tenzin Lodoe               | Taktser Rinpoche                                 |
| Geshi Yeshi Gyatso         | Lama van Sera                                    |
| Losang Gyatso              | de boodschapper (als Lobsang Gyatso)             |
| Sonam Phuntsok             | De vijfde Reting rinpoche                        |
| Gyatso Lukhang             | opperkamerheer                                   |
| Lobsang Samten             | chef-kok                                         |
| Jigme Tsarong              | De tweede Tagdrag Rinpoche en regent van Tibet   |
| Tenzin Trinley             | De zesde Ling Rinpoche, leraar van de dalai lama |

## Prijzen en nominaties
| jaar | prijs                                       | categorie                 | genomineerde(n)                     | uitslag     |
| ---- | ------------------------------------------- | ------------------------- | ----------------------------------- | ----------- |
| 1997 | Boston Society of Film Critics Awards       | Best cinematografie       | Roger Deakins                       | gewonnen    |
| 1997 | Los Angeles Film Critics Association Awards | Beste muziek              | Philip Glass                        | gewonnen    |
| 1997 | New York Film Critics Circle Awards         | Beste cinematografie      | Roger Deakins                       | gewonnen    |
| 1998 | Academy Award                               | Beste art & set direction | Dante Ferretti Francesca Lo Schiavo | genomineerd |
| 1998 | Academy Award                               | Beste cinematografie      | Roger Deakins                       | genomineerd |
| 1998 | Academy Award                               | Beste kostuumontwerp      | Dante Ferretti                      | genomineerd |
| 1998 | Academy Award                               | Beste muziek              | Philip Glass                        | genomineerd |
| 1998 | American Society of Cinematographers        | Cinematografie            | Roger Deakins                       | genomineerd |
| 1998 | Golden Globe                                | Originaliteitsprijs       | Philip Glass                        | genomineerd |
| 1998 | Australian Film Institute                   | Beste buitenlandse film   | Martin Scorsese Barbara De Fina     | genomineerd |
| 1998 | Las Vegas Film Critics Society Awards       | Sierra Award              | Philip Glass                        | gewonnen    |
| 1998 | National Society of Film Critics Awards     | Beste cinematografie      | Roger Deakins                       | gewonnen    |
| 1998 | Light of Truth Award                        | Gehele film               | Martin Scorsese                     | gewonnen    |
| 1998 | Light of Truth Award                        | Filmscript                | Melissa Mathison                    | gewonnen    |
| 1999 | Film Critics Circle of Australia Awards     | Beste buitenlandse film   | Beste cinematografie                | genomineerd |